# ذلب (الشعر)

تعديل مصدري - تعديل

ذلب محلة تابعة لقرية منزل علوان، التابعة لعزلة الا ملؤك بمديرية الشعر إحدى مديريات محافظة إب في الجمهورية اليمنية، بلغ تعداد سكانها 38 حسب تعداد اليمن لعام 2004.